# Josef Marchet
Josef Marchet (en italià Giuseppe Marchetti; Glemone, 23 de juliol de 1902 – Udine, 8 de maig de 1966) fou un escriptor i filòleg furlà.
Es llicencià en teologia i filologia clàssica a Milà el 1935. Va fer classes a Udine i Tumieç. El 1944 fou l'ànima del grup Risultive, juntament amb Pier Paolo Pasolini i Novella Cantarutti, alhora que encoratjava la revista La patrie dal Friûl. Des del 1961 també va dirigir Sot la nape i ha estat un dels impulsors de la normalització lingüística del furlà.

## Obres
- Lineamenti di grammatica friulana (1952)
- La scultura lignea in Friul (1956)
- Letaris ai furlans (1966 i 1991)
- Le chiesette votive del Friuli (1971 i 1982)
- Cuintristorie dal Friûl (1974)
- Lis predicjis dal muini (1975)
- I lunaris di pre Bepo (1976)
- La Patrie (1976)